# ایان سوبیابره
ایان سوبیابره (انگلیسی: Ian Subiabre؛ زادهٔ ۱ ژانویهٔ ۲۰۰۷) بازیکن فوتبال اهل آرژانتین است.
وی همچنین در تیم‌های ملی فوتبال زیر ۱۷ سال شیلی و زیر ۱۷ سال آرژانتین بازی کرده است.

## زندگی شخصی
سوبیابره در کومودورو ریواداویا در استان چوبوت آرژانتین از فوتبالیست سابق مارتین سوبیابره، که برای سی‌ای‌آی و هوراسان د کومودورو ریواداویا بازی می‌کرد، متولد شد. پدربزرگ و مادربزرگ پدری او شیلیایی هستند و به همین دلیل پدرش در حین بازی لقب شیلی را به دست آورد.